# Sleeveface
Le terme sleeveface (mot-valise anglais signifiant littéralement « figure pochette ») désigne un phénomène internet qui consiste pour une ou plusieurs personnes à être pris en photographie en posant avec une pochette de disque vinyle représentant des parties du corps (typiquement, un visage), de façon à prolonger l'image de la pochette et ainsi créer une illusion.
Cette pratique s'est développée via les réseaux sociaux. Elle est notamment illustrée en mars 2017 par la librairie Mollat, à Bordeaux, qui publie sur son compte Instagram des photos utilisant des couvertures de livres détournées.